# Cassiopea
Cassiopea is het enige geslacht van Cassiopeidae, een familie van schijfkwallen.

## Kenmerken
Soorten van dit geslacht komen in warme kuststreken over de hele wereld voor, inclusief ondiepe mangrovebossen, wadden, kanalen en zeegrasvelden. Volwassen exemplaren leven gewoonlijk in grote aantallen ondersteboven op de zeebodem, vandaar de Engelse naam upside-down jellyfish ('onderstebovenkwal'). Het kleurrijk patroon kan de kleuren wit, blauw, groen en bruin hebben. 
Ze voeden zich op dezelfde wijze als de meeste koralen door middel van zooxanthellae, symbionten die door middel van fotosynthese voedingsstoffen produceren. Soorten van Cassiopea hebben daarom meestal een aanzienlijk minder giftige steek dan de meeste andere kwallen. Hun netelcellen worden uitgescheiden in een doorzichtig slijm dat gaat zweven bij geringe waterbeweging. Wanneer een zwemmer in aanraking komt met dit slijm ontstaat een rode uitslag die zeer jeukt.
De krabbensoort Dorippe frascone draagt soms kwallen van het geslacht Cassiopea op zijn rug als zelfverdediging tegen zijn natuurlijke vijanden.

## Taxonomie
Het geslacht Cassiopea kent de volgende soorten:
- Cassiopea andromeda
- Cassiopea depressa
- Cassiopea frondosa
- Cassiopea medusa
- Cassiopea mertensi
- Cassiopea ndrosia
- Cassiopea ornata
- Mangrovekwal (Cassiopea xamachana)